# 10 (film)
10 er en amerikansk romantisk komediefilm fra 1979, skrevet og instrueret af Blake Edwards. Den har Dudley Moore, Julie Andrews og Robert Webber i hovedrollerne sammen med Bo Derek, der med filmen havde sin første større filmrolle. Filmen blev på udgivelsestidspunktet en stor publikumssucces og lidt af en trendsetter, og den gjorde Dudley Moore og Bo Derek til store stjerner. 
Filmen handler om en mand i sin midtlivskrise, der er betaget af en ung pige, han aldrig har mødt. Det fører til en komisk jagt og et uventet møde i Mexico.

## Handling
Den berømte og velhavende komponist George Webber (Dudley Moore) finder i forbindelse med den uventede fest, som hans veninde Samantha Taylor (Julie Andrews) har arrangeret i anledning af hans 42 årsfødselsdag, at han har det svært med at ved midaldrende. Da han senere ser en kvinde, der netop skal giftes, bliver han besat af hendes skønhed, og han rangerer hende som "11" på en skala fra 1 til 10. Han følger efter hende på vej til vielsen, men løber ind i alle mulige uheld undervejs og er nær ved at ødelægge brylluppet.
Hans besættelse fører ham senere til at opsøge præsten for vielsen, der fortæller ham, at kvinden er Jenny Hanley (Bo Derek), datter af en tandlæge. Samme aften har George et skænderi med Samantha om Georges manglende opmærksomhed på Sams behov, hans brug af ordet "broad" om hende foruden hans vedvarende brug af en teleskop til at følge med i naboens, en pornoproducent, særdeles animerede fester. Det afgørende punkt i skænderiet nås, da George kommer med en diskret bemærkning, der sår tvivl om hendes kvindelighed, hvilket får Sam til at tage af sted i vrede.
Dagen efter udspionerer George igen naboen, men kommer til at slå sig selv med teleskopet og falder ned af skrænten uden for terrassen, hvilket medfører, at han ikke kan komme til at besvare Sams telefonopkald. Med tanke på bruden fra tidligere får George en tid hos Jennys tandlægefar og erfarer i den forbindelse, at Jenny og hendes mand er på bryllupsrejse i Mexico. Desværre viser det sig, at George har store tandproblemer og må gå igennem en stor behandling, der medfører, at han må have bedøvelse, og eftervirkningerne af denne, forværret af en hel del drinks, gør ham helt usammenhængende. Da Sam ringer igen, kan hun ikke genkende hans stemme, men antager ham for at være en indbrudstyv og tilkalder politiet, der kommer og anholder George. Betjentene finder endelig ud af, at han faktisk er husets ejer, og går igen. Desillusioneret efter dagens hændelser tager han hen til endnu en animeret fest hos naboen og kommer til at deltage i orgiet. Da Sam kommer og ikke kan finde ham, kigger hun i teleskopet og ser ham i denne situation, hvilket gør kløften mellem dem endnu større.
Sam diskuterer sitationen med Hugh (Robert Webber), Georges sangskrivningspartner, der mener, at hun må beslutte sig for, hvor længe hun vil vente på, at George bliver voksen. George køber i mellemtiden impulsivt en billet til Mexico og følger de nygifte til et eksklusivt feriested i Manzanilla, Mexico. I baren kommer George til at tale med bartenderen Don (Brian Dennehy), spiller lidt på klaveret og møder en gammel bekendt, Mary Lewis (Dee Wallace), der har mindreværdskomplekser som følge af en række forliste forhold. De finder sammen, men Mary fortolker Georges mangelfulde præstationer i sengen som en bekræftelse på sine problemer.
Ved stranden ser George Jenny, der iført en lækker badedragt og med håret i små fletninger, og han bliver igen slået af hendes skønhed. Han opdager, at hendes mand David (Sam J. Jones) er faldet i søvn på et surfbræt på vandet. George erfarer fra de lokale, at hvis man kommer for langt ud, får bølgerne fat i en og kan slynge en person af et bræt eller føre vedkommende alt for langt ud i havet. Han lejer en katamaran og får klodset, men med held reddet David og bliver derved en helt. Sam ser et nyhedsindslag om ham i tv og prøver igen at ringe til ham, men han afslår opkaldet, uden at vide at det er fra Sam. David, der er voldsomt forbrændt af solen, ligger på hospitalet, og det giver omsider George mulighed for at være alene med den taknemmelige Jenny. Efter en middag i hendes lejlighed ryger hun marihuana og forfører derefter George til Maurice Ravels Bolero. 
Skønt han til at begynde med er opløftet over at opleve, at hans drøm bliver til virkelighed, bliver han forfærdet, da Jenny besvarer et telefonopkald fra sin mand, mens de er i seng, og hun fortæller ham, at George er sammen med hende. Han bliver forvirret, da det går op, at David ikke er bekymret (han havde ringet for at takke George). Da Jenny derefter fortæller, at de har et åbent ægteskab baseret på gensidig ærlighed og kun blev gift for at tilfredsstille hendes konservative far, bliver George rystet. Han indser, at sammenlignet med, at han har været fuldstændig forgabt i Jenny, så er han for hende bare en nats morskab, og det får George til at miste interessen. 
Efter hjemkomsten bliver George forsonet med Sam og viser en helt ny modenhed. Inspireret af sin aften med Jenny sætter han Bolero på pladespilleren, og Sam og han går i seng med hinanden. Dette sker, mens naboen ser på og viser sin afsky ved det, idet han beklager sig over, at nu har han givet George en masse erotisk underholdning, og så får han ingenting igen.

## Medvirkende
| Rolle           | Skuespiller   |
| --------------- | ------------- |
| George Webber   | Dudley Moore  |
| Samantha Taylor | Julie Andrews |
| Hugh            | Robert Webber |
| Jenny Hanley    | Bo Derek      |
| Mary Lewis      | Dee Wallace   |
| David Henley    | Sam J. Jones  |
| Don (bartender) | Brian Dennehy |
| Præst           | Max Showalter |
| Burke Bynes     | Burke Bynes   |